# Långtjärnet (Gräsmarks socken, Värmland, 663437-133851)
Långtjärnet är en sjö i Sunne kommun i Värmland och ingår i Göta älvs huvudavrinningsområde. Sjön har en area på 0,0915 kvadratkilometer och ligger 273,5 meter över havet.

## Delavrinningsområde
Långtjärnet ingår i det delavrinningsområde (663640-133661) som SMHI kallar för Mynnar i Östra Flytjärn. Medelhöjden är 307 meter över havet och ytan är 18,9 kvadratkilometer. Det finns inga avrinningsområden uppströms utan avrinningsområdet är högsta punkten. Vattendraget som avvattnar avrinningsområdet har biflödesordning 6, vilket innebär att vattnet flödar genom totalt 6 vattendrag innan det når havet efter 327 kilometer. Avrinningsområdet består mestadels av skog (82 procent). Avrinningsområdet har 1,55 kvadratkilometer vattenytor vilket ger det en sjöprocent på 8,2 procent.